# Institut Maele
L' Institut Maele, aussi connu sous l'appellation de Collège Maele, est un établissement d’enseignements primaire et secondaire situé à Kisangani en République démocratique du Congo.

## Historique
Il a été créé sous le nom de Collège du Sacré-Cœur le 15 février 1939 par le père Joseph Wittebols, un prêtre du Sacré-Cœur de Jésus arrivé à Stanleyville, aujourd'hui Kisangani en provenance d’Anvers le 30 octobre 1938, et futur évêque de. C'est le père Wittebols seul qui dispensait les enseignements à quelques enfants qui étaient inscrits. Il sera rejoint après la deuxième guerre mondiale par d'autres pères S.C.J. (Congrégation des Prêtres du Sacré-Coeur de Jésus).
Après l'accord conclu en 1956 entre son Excellence Mgr Camille VERFAILLIE, évêque de Kisangani, et Mgr DESMET, évêque de Bruges, un groupe de professeurs expérimentés arrive à Kisangani pour épauler les pères du Collège du Sacré-Coeur. La direction passsera aux mains de l'Abbé Gérard DE CLERCK. Après l'Indépendance, il y a eu le départ massif des Belges. Les Pères ont collaboré avec des laïcs belges et zaïrois à l'époque. En 1960, I'abbé recteur réorganise le Collège et reçoit 150 élèves dont 3 élèves européens. De 200 élèves en 1961-62, l'école passe à 600 élèves en 1964. Avec la rébellion de 1964, les activités ont dû être suspendues pour redémarrer en septembre 1965 grâce à Mgr KINSCH, comptant uniquement sur les professeurs religieux restés après la rébellion. A ce moment, le Collège fut fusionné avec le petit séminaire du diocèse, dirigé par le père Marcel SPOO, le père Jan ROELANTS, le père Léon MONDRY et d'autres religieux.
Pour des raisons d'authenticité, le collège avait pris le nom de MAELE (rapides des chutes Wagénia). C'est en 1975, à cause de la zairianisation, que le collège fut dirigé pour la première fois par un laïc, ancien du collège, Monsieur DRAMBA BOUTY BADIA. En 1977, après la signature de la convention, le collège reviendra aux mains des SCJ qui ont successivement pris la direction de l'école. Parmi ces anciens SCJ, nous avons encore les Pères LOMMEL et ROELANTS qui continuent à apporter leur soutien spirituel, moral, financier et intellectuel au Collège.
Ce Collège a fonctionné à plusieurs endroits dans la ville de Kisangani, avant de s'implanter à l'endroit actuel. Les bâtiments actuels datent de 1952 et leur utilité est amortie a 94%. La guerre a réduit davantage cette utilité en détruisant une partie de ses bâtiments.
Il devient[Quand ?] le collège Maele, du nom d'une île située dans les Chutes Wagenia du fleuve Congo, près de Kisangani.
Pendant la Deuxième guerre du Congo, le collège a été très endommagé.

## Anciens élèves
- Émile Bongeli Yeikeo Ya Ato
- Jean-François Alauwa Lobela, bâtonnier de la Province orientale[3]
- Alphonse Maindo Monga Ngonga, auteur de Voter en temps de guerre, Kisangani (RD Congo) 1997: quête de légitimité et (con)quête de l'espace politique, L'Harmattan, 2001 lire sur Google Livres
- Aubin Minaku Ndjalandjoko : président de l'Assemblée nationale
- Constant Mutamba : Ministre de justice et garde des sceaux
- NGUNA MAGBO BABY : Colonel au sein des FARDC

## Sections Organisées
- Littéraire
- Scientifique